# Врбаня
44°46′45″ пн. ш. 17°13′12″ сх. д. / 44.77917° пн. ш. 17.22000° сх. д.

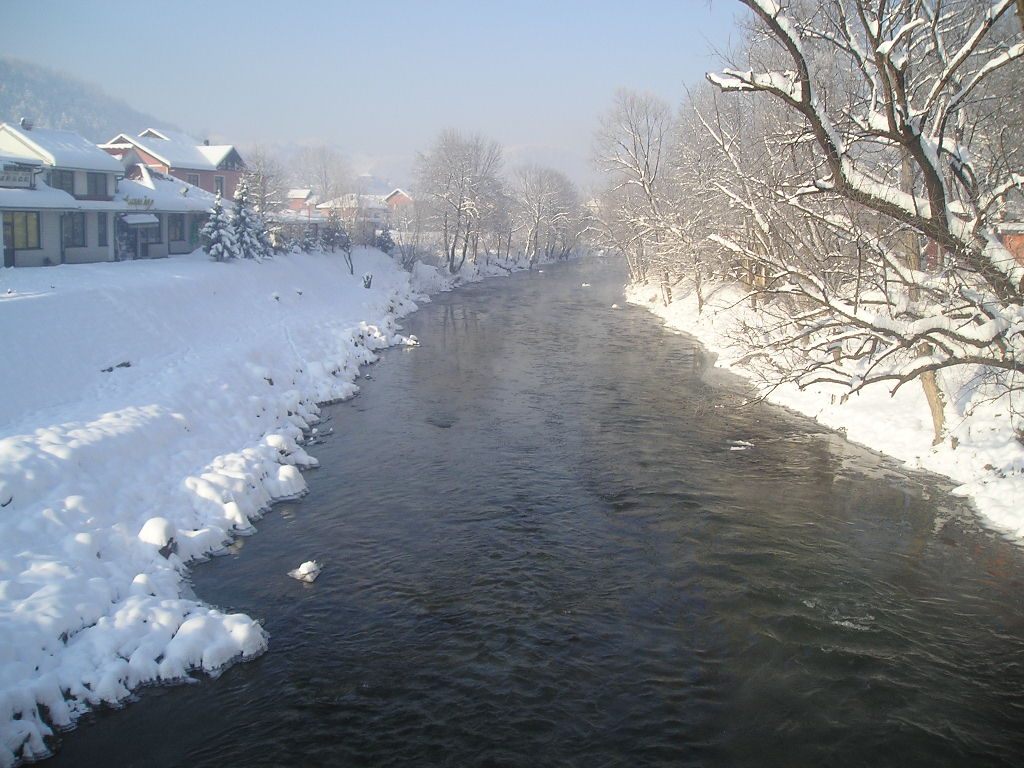
Врбаня в Челинац.

 Врбаня (бос. хорв. Vrbanja) – річка в Боснії і Герцеговині на північно-східних схилах Влашіч, і впадає в річку Врбас в Баня-Луці. Її басейн займає площу близько 791 квадратних кілометрів, і має значний гідроенергетичний потенціал. Її довжина оцінюється в 85 км.
Середньорічний стік оцінюють в 16,8 м3/с, а сукупний енергетичний потенціал 310,9 ГВт на рік.